# Fuping Xian (ort i Kina, Shaanxi, lat 35,01, long 109,32)
Fuping Xian (kinesiska: 富平县) är en ort i Kina. Den ligger i provinsen Shaanxi, i den nordvästra delen av landet, omkring 91 kilometer nordost om provinshuvudstaden Xi'an. Antalet invånare är 743 385. Befolkningen består av 363 179 kvinnor och 380 206 män. Barn under 15 år utgör 13,0 %, vuxna 15-64 år 77 %, och äldre över 65 år 9,0 %.
Runt Fuping Xian är det tätbefolkat, med 570 invånare per kvadratkilometer. Fuping Xian är det största samhället i trakten. Trakten runt Fuping Xian består till största delen av jordbruksmark.
Genomsnittlig årsnederbörd är 640 millimeter. Den regnigaste månaden är juli, med i genomsnitt 138 mm nederbörd, och den torraste är december, med 1 mm nederbörd.